# Аббад II аль-Мутадид
Абба́д II аль-Мутади́д (араб. عباد بن المعتضد‎; умер 28 февраля 1069) — представитель династии Аббадитов, второй правитель Севильского эмирата. Правил с 1042 по 1069 год. Его отец Аббад I создал независимое государство в Севилье правил в нём до своей смерти в 1042 году.

## Биография
Аббад II аль-Мутадид расширил территорию своего государства, захватив такие тайфы как Мертола (1044—1045), Уэльва (1051), Альхесирас (1055), Ронда (1065) и Аркос (1069). Он безрезультатно воевал против Зиридов Гранады и Афтасидов Бадахоса. В 1063 году Фердинанд I Великий появился с войском на окраине Севильи, и Аббаду II аль-Мутадиду пришлось признать его сюзеренитет и платить ему дань. Аббад II аль-Мутадид умер в 1069 году. Ему наследовал его сын Аль-Мутамид ибн Аббад.